# Discosporium eugeniae
Discosporium eugeniae är en svampart som först beskrevs av Allesch., och fick sitt nu gällande namn av B. Sutton 1980. Discosporium eugeniae ingår i släktet Discosporium, divisionen sporsäcksvampar och riket svampar.   Inga underarter finns listade i Catalogue of Life.